# Canthidium deplanatum
Canthidium deplanatum är en skalbaggsart som beskrevs av Vladimir Balthasar 1939. Canthidium deplanatum ingår i släktet Canthidium och familjen bladhorningar. Inga underarter finns listade.